# Milagre grego
O milagre grego é uma teoria sobre a origem da filosofia concebida no século XIX. Ela defende que a filosofia teria surgido espontaneamente na Grécia Antiga, sendo um acontecimento singular, vindo de um povo excepcional - os gregos -, sem semelhante prévio ou futuro. Segundo esta tese, a filosofia nasceu por si mesma e representa uma ruptura com a tradição poética de Homero e Hesíodo. 
A teoria surge em oposição a teoria "Orientalista" ou de filiação oriental, que defendia que a filosofia teria suas bases em conhecimentos herdados de povos orientais, como a astrologia. 

## Surgimento
A expressão surgiu em 1883, quando Ernest Renan, em uma passagem de seu livro Oração na Acrópole, conta sobre a sua primeira viagem à Grécia e a impressão que a visão da Acrópole lhe causou. Ele traça um paralelo entre o “milagre judaico” e o “milagre grego”. 
Já há muito que deixara de acreditar no milagre, no sentido próprio do termo; no entanto, o destino único do povo judeu, que confluiu em Jesus e no cristianismo, afigurava-se-me como algo de inteiramente à parte. Mas eis que ao lado do milagre judeu se vinha postar, para mim, o milagre grego, algo que só existiu uma vez, que jamais fora visto, que não voltará a ver-se, mas cujo efeito durará eternamente, isto é, um tipo de beleza eterna, sem qualquer mácula local ou nacional. 
Esta noção é considerada ultrapassada pela historiografia.

## Antecedentes

### Origem da Filosofia
Tratando-se de uma cosmologia, ou um conhecimento racional do funcionamento do mundo e da natureza, a filosofia surgiu na transição do fim do século VII a.C. para o início do século VI a.C., na cidade de Mileto, sendo Tales o primeiro filósofo.

### Teoria da Filiação Oriental
Filósofos como Platão e Aristóteles conceberam que os gregos teriam desenvolvido a filosofia a partir de transformações realizadas em conhecimentos advindos de povos orientais - egípcios, assírios, persas, caldeus e babilônicos. Esse conceito se difundiria ao longo dos séculos seguintes, em especial durante o Império Romano, nos séculos II d.C. e III d.C., sendo defendido em especial por pensadores judaicos que buscavam valorizar seus conhecimentos. Foi em oposição a essa teoria que, no século XIX, se desenvolveria a tese do milagre grego.

## Críticas
Entre o final do século XIX e a primeira metade do século XX, com a intensificação do debate sobre a origem do pensamento filosófico, estudos de diversas áreas das ciências sociais recusaram a tese do milagre grego e sua oposta, a teoria orientalista.